# Bagnisiopsis domingensis
Bagnisiopsis domingensis är en svampart som beskrevs av Cif. 1962. Bagnisiopsis domingensis ingår i släktet Bagnisiopsis och familjen Phyllachoraceae.   Inga underarter finns listade i Catalogue of Life.